# 한빛문화재단
한빛문화재단은 사립박물관을 설립운영함으로써 국가의 문화예술 및 학문의 발전과 일반공중의 사회문화교육에 기여할 목적으로 1992년 12월 30일 설립된 문화체육관광부 소관의 재단법인이다. 사무실은 서울특별시 종로구 평창동 273-1에 있다.

## 주요 업무
- 박물관의 설립운영
- 박물관자료에 관한 전문적, 학술적인 조사 연구
- 박물관자료의 보존, 전시 등에 관한 기술적인 조사연구
- 국내외 다른 박물관과의 박물관 자료, 간행물 및 학술연구와 정보의 교환 등 유기적인 협력